# Davide Cazzaniga
Davide Cazzaniga (6 giugno 1992) è uno sciatore freestyle ed ex sciatore alpino italiano.

## Biografia
Originario di Correzzana e attivo dal novembre del 2007, Davide Cazzaniga ha iniziato la sua carriera agonistica nello sci alpino: ha esordito in Coppa Europa il 1º febbraio 2014 a Santa Caterina Valfurva in supergigante, senza completare la prova, e in Coppa del Mondo il 29 dicembre 2015 nella medesima località in discesa libera (40º). In Coppa Europa ha conquistato il primo podio il 20 febbraio 2018 a Sarentino in discesa libera (3º) e due vittorie: il 15 febbraio 2019 nella medesima località in supergigante e l'11 gennaio 2020 a Wengen in discesa libera, suo ultimo podio nel circuito continentale. In Coppa del Mondo ha ottenuto il miglior piazzamento il 18 gennaio 2020 a Wengen in discesa libera (23º) e ha preso per l'ultima volta il via il 25 gennaio 2021 a Kitzbühel in supergigante, senza completare quella che sarebbe rimasta la sua ultima gara nella disciplina.
Dalla stagione 2022-2023 si dedica al freestyle, specialità ski cross: ha esordito in Coppa Europa il 20 novembre a Pitztal (49º) e in Coppa del Mondo il 12 marzo a Veysonnaz (33º). Non ha preso parte a rassegne olimpiche o iridate, né nello sci alpino né nel freestyle.

## Palmarès

### Sci alpino

#### Coppa del Mondo
- Miglior piazzamento in classifica generale: 146º nel 2020

#### Coppa Europa
- Miglior piazzamento in classifica generale: 7º nel 2019
- 5 podi:
  - 2 vittorie
  - 1 secondo posto
  - 2 terzi posti

##### Coppa Europa - vittorie
| Data             | Località  | Paese    | Specialità |
| ---------------- | --------- | -------- | ---------- |
| 15 febbraio 2019 | Sarentino | Italia   | SG         |
| 11 gennaio 2020  | Wengen    | Svizzera | DH         |

Legenda:

DH = discesa libera

SG = supergigante

#### Campionati italiani
- 1 medaglia:
  - 1 bronzo (discesa libera nel 2018)

### Freestyle

#### Coppa del Mondo
- Miglior piazzamento nella Coppa del Mondo di ski cross: 39º nel 2025

#### Coppa Europa
- Miglior piazzamento nella classifica di ski cross: 20º nel 2020